# Beautiful Trauma (canção)
Beautiful Trauma é uma canção da cantora americana Pink. Ela co-escreveu a faixa com seu produtor Jack Antonoff. Foi lançada pela RCA Records em 28 de setembro de 2017, como o primeiro single promocional do sétimo álbum de estúdio de Pink, Beautiful Trauma (2017). A canção foi lançada em rádios americanas contemporâneas como o segundo single oficial do álbum em 21 de novembro de 2017. Alcançou a primeira posição nas rádios dinamarquesas, alemãs e polonesas.

## Lançamento
Junto com o anúncio da faixa no Twitter, Pink explicou seu raciocínio para o título do álbum: "A vida é traumática pra caralho. Mas também é incrivelmente bonita. Ainda há muita beleza e belas almas." A música foi lançada em 28 de setembro de 2017, como single promocional de seu álbum homônimo. A música foi lançada como o segundo single oficial do álbum em 21 de novembro de 2017.

## Composição
"Beautiful Trauma" é executada na tonalidade de Sol maior com um tempo de 96 batidas por minuto em tempo comum. Os vocais de Pink abrangem duas oitavas, de Sol3 a Sol5. Ela foi descrita como uma "canção pop emocional de grande porte".

## Recepção da crítica
Andrew Unterberger, da Billboard, descreveu a música como "elegante e sangrenta, cintilante e suja... afirmação da vida sem ser indulgente", ao mesmo tempo que observou que foi a "escolha perfeita para o single principal". Hayden Wright da Radio.com avaliou a canção positivamente, afirmando que "é uma faixa épica e dramática com gama estilística e muito coração". 

## Videoclipe
Dois vídeos foram lançados para a música. No dia 12 de outubro de 2017 foi lançado o vídeo de dança com a dançarina e modelo Larsen Thompson e uma companhia de dançarinos, dirigido por Nick Florez e RJ Durell, coreógrafos de Pink. Em 21 de novembro de 2017, foi lançado o videoclipe o ator, produtor, modelo, cantor e dançarino Channing Tatum. O vídeo apresenta Pink e Tatum como Fred e Ginger Hart. Ao longo do vídeo, Pink aspira, passa a ferro uma camisa e subsequentemente a queima, e queima uma torta. Os dois então dançam, bebem e se envolvem em uma encenação com uma segunda mulher chamada Rhonda, interpretada por Nikki Tuazon. O videoclipe foi dirigido e coreografado por Florez e Durell. Para o vídeo, a figurinista Kim Bowen ganhou o Costume Designers Guild Awards 2017 por Excelência em Design de Forma Curta.

## Performances ao vivo
Pink cantou a música no Saturday Night Live em 14 de outubro de 2017, junto a "What About Us". Ela também cantou a faixa no Good Morning America. Em 19 de novembro de 2017, Pink performou Beautiful Trauma no American Music Awards suspensa em um cabo de aço no alto de um arranha-céu. Pink também cantou a música na décima quarta temporada do The X Factor UK em 3 de dezembro de 2017.

## Lista de músicas
- Download digital - The Remixes[18]

1. "Beautiful Trauma" (Kat Krazy Remix) - 3:13
2. "Beautiful Trauma" (MOTi Remix) - 3:29
3. "Beautiful Trauma" (Nathan Jain Remix) - 2:33
4. "Beautiful Trauma" (E11even Remix) - 3:07

## Paradas musicais
| Chart (2017–18)                               | Melhor posição |
| --------------------------------------------- | -------------- |
| Austrália (ARIA)                              | 25             |
| Áustria (Ö3 Austria Top 75)                   | 45             |
| Bélgica (Ultratop 50 de Flandres)             | 30             |
| Bélgica (Ultratop 50 da Valônia)              | 42             |
| Canadá (Canadian Hot 100)                     | 51             |
| Canadá (Billboard AC)                         | 1              |
| Canadá (Billboard CHR/Top 40)                 | 32             |
| Canadá (Billboard Hot AC)                     | 1              |
| República Checa (Rádio Top 100)               | 3              |
| Dinamarca (Tracklisten Airplay)               | 1              |
| França (SNEP)                                 | 136            |
| Guatemala (Monitor Latino Anglo)              | 10             |
| Alemanha (Offizielle Deutsche Charts)         | 80             |
| Germany (Airplay Chart)                       | 1              |
| Hungria (Rádiós Top 40)                       | 6              |
| Ireland (IRMA)                                | 80             |
| Israel (Media Forest TV Airplay)              | 1              |
| Latvia (Latvijas Top 40)                      | 14             |
| Mexico (Monitor Latino Anglo)                 | 18             |
| Países Baixos (Dutch Top 40)                  | 14             |
| Países Baixos (Single Top 100)                | 99             |
| New Zealand Heatseeker (RMNZ)                 | 1              |
| Philippines (Philippine Hot 100)              | 40             |
| Polónia (Polish Airplay Top 100)              | 1              |
| Romania (Airplay 100)                         | 48             |
| Escócia (Scottish Singles Chart)              | 4              |
| Eslováquia (Rádio Top 100)                    | 3              |
| Slovenia (SloTop50)                           | 10             |
| Espanha (PROMUSICAE)                          | 33             |
| Suíça (Schweizer Hitparade)                   | 46             |
| Reino Unido (UK Singles Chart)                | 25             |
| Estados Unidos (Billboard Hot 100)            | 78             |
| Estados Unidos (Billboard Adult Contemporary) | 15             |
| Estados Unidos (Billboard Adult Top 40)       | 4              |
| Estados Unidos (Billboard Dance Club Songs)   | 1              |
| Estados Unidos (Billboard Mainstream Top 40)  | 26             |

| Chart (2018)                      | Posição |
| --------------------------------- | ------- |
| Belgium (Ultratop Flanders)       | 85      |
| Hungary (Rádiós Top 40)           | 53      |
| Hungary (Single Top 40)           | 77      |
| Netherlands (Dutch Top 40)        | 73      |
| Slovenia (SloTop50)               | 26      |
| US Adult Contemporary (Billboard) | 40      |
| US Adult Top 40 (Billboard)       | 20      |
| US Dance Club Songs (Billboard)   | 9       |